# مقاطعة تشرام
مقاطعة تشرام (بالفارسية: شهرستان چرام) هي مقاطعة تقع في كهكيلويه وبوير أحمد في إيران. يقدر عدد سكانها بـ 36,238 نسمة .